# Mercedes-Benz W120
Mercedes-Benz W120 или Mercedes-Benz 180 — серия легковых автомобилей немецкой торговой марки Mercedes-Benz класса Е (бизнес-класса), которая выпускалась с 1953 по 1962 год. В обиходе автомобили этой серии первыми получили прозвище «понтоны». Изначально они оснащались рядным четырёхцилиндровым бензиновым двигателем M136 с рабочим объёмом в 1,8 литра, который был позаимствован у Mercedes-Benz 170 S, однако в 1957 году силовой агрегат был заменён на M121. В период с 1953 по 1962 выпускались и варианты с дизельными двигателями.
В 1961 году серия была заменена на W110 «Fintail». Совместно с более роскошной моделью Mercedes-Benz 220 (W128) серия W120 составляли 80 % от всего производства компании Mercedes-Benz в период с 1953 по 1959 год. Всего за время сборки было выпущено 442 963 автомобиля W120/W121.

## История
Mercedes-Benz 180 (W120) 1953 года
К началу 1950-х годов автомобиль Mercedes-Benz W136 не только внешне и технически устарел, но и нуждался в срочной замене. Имея к тому времени ресурсы и технологию, Mercedes-Benz приступил к вводу новых автомобилей. Эпоха совпала с появлением понтонных кузовов и Mercedes-Benz принял эту новую технологию, дав пассажирам комфорт и вместительность, которой предшественник дать не мог. Автомобиль W120 (180) появился в сентябре 1953 года и был внешне похож на более крупные понтонные автомобили 220-й серии. При этом выпускался как бензиновый, так и дизельный (180D) вариант (с января 1954 года). Дизельный вариант оснащался 1,8-литровым дизельным двигателем мощностью 40 л. с., производительность которого в 1955 году была увеличена до 43 лошадиных сил.
В связи с ростом экономики Германии 1950-х годов компания решила увеличить своё влияние на рынке автомобилей среднего класса. Таким образом, в июле 1956 года на Франкфуртском автосалоне была представлена модель W121 (190), оснащавшаяся одинаковым с 180 моделью кузовом, но более мощным четырёхцилиндровым 1,9-литровым двигателем и роскошным интерьером. От серии автомобилей W120 внешне её отличала только хромированная полоска на боковом нижнем молдинге. На базе 180-го был также построен родстер R121 190SL.
Форма и кузов автомобиля мало изменились в ходе производственного цикла. Тем не менее, в 1957 году, через год после введения «190» седана, фирменная эмблема Mercedes-Benz на передней части автомобиля стала делаться съёмными: либо это было либо желание угодить требованиям некоторых экспортных рынков, в частности в Швейцарии, либо в снижение риска повреждений пешеходам в случае аварии.
В сентябре 1957 года была представлена версия 180 а. Автомобиль оснащался двигателем с механизмом OHC и рабочим объёмом в 1897 куб.см., благодаря чему мощность модели составляла 65 лошадиных сил. К июлю 1959 года было собрано 27 353 единиц данной модификации.
В то время, как концерн Daimler-Benz выпускал автомобиль исключительно в кузове седан, фирма Binz выпускала собственные варианты кузовов, которые продавались через официальных дилеров компании Mercedes-Benz. В основном это были служебные транспортные средства вроде машины скорой помощи, но встречались и варианты в кузове пикап для Южной Африки.
Вариант в кузове родстер (R121), более известный как 190SL, производился с 1955 по 1963 год.
В 1959 году на Франкфуртском автосалоне были представлены автомобили для рынка США с более широкой решёткой радиатора и более тонкими задними фонарями — 180 b. Кроме того, автомобили получили усиленную тормозную систему. Производительность бензиновых двигателей была увеличена до 68 лошадиных сил. То же решение с решёткой радиатора было применено и при разработке преемника для серии W120/W121 — W110 «Fintail», представленного в 1961 году.
В июле 1959 года была представлена версия 180Db, выпуск которой продлился до августа 1961 года (производство составило 24 676 автомобилей), после чего была представлена модель 180Dc с обновлённым дизельным двигателем (теперь рабочий объём составлял 2,0 литра) и увеличенной производительностью в 48 лошадиных сил. К октябрю 1962 года автомобиль был снят с производства, а число выпущенных экземпляров составило 11 822 единиц.
Всего по 1962 год было выпущено 442 963 автомобилей серии W120 и W121. Все модели «Понтон-поколения» выглядели очень похоже, никто не мог чётко отличить 220SE от 180, только после определения бо́льших размеров и наличия значительного хромирования можно было определить его как другую модель. Это было единственное поколение, в котором все модели выглядели чрезвычайно похоже, хотя «серия 300» была эксклюзивной.

## Описание

### Экстерьер
Основной особенностью внешнего вида автомобилей Mercedes-Benz W120 стал кузов, разработанный в стиле понтонов Северной Америки в интерпретации марки Mercedes-Benz, то есть с особой крышей и интегрированными в корпус передними крыльями, что особенно выделялось на фоне транспортных средств концерна Daimler-Benz послевоенного периода. Подобное решение впоследствии применялось на многих автомобилях компании, таких как модели серий 180/105/128. Модели серии получили концепцию дизайна под названием «три коробки», то есть чётко выделенные секции для двигателя, салона и багажника. Эта конструкция позволила понизить аэродинамическое сопротивление 180 модели по сравнению с более ранними предшественниками, уменьшить уровень шума от ветра и увеличить пространство салона.
Переднюю часть кузова украсила вертикальная решётка радиатора прямоугольной формы и круглые фары. На капоте, в точке соприкосновения с решёткой радиатора, расположилась фирменная эмблема компании. Задняя часть автомобиля изобиловала плавными текучими линиями и оснащалась небольшими фонарями прямоугольной формы. Над ручкой багажника устанавливалась фирменная звезда.
|  |  |  |  |

### Ходовая часть

#### Подвеска
Отдельный U-образный передний подрамник устанавливался на трёх сайлентблоках, удерживая двигатель, коробку передач и независимую переднюю подвеску со спиральными пружинами. Другой структурной единицей конструкции выступала задняя подвеска с осью качения и винтовыми пружинами. Одним из новшеств модели стал двойной поперечный рычаг подвески передних колёс, который прикреплялся болтами к переднему мосту, а не непосредственно к раме. Задние колёса дополнительно контролировались широко расставленными продольными рычагами.
Основная особенность новой модели заключалась в исключительной жёсткости конструкции, что достигалось, помимо всего прочего, приваренным к устойчивым боковым элементам полом автомобиля. По сравнению с обычной конструкцией рамы с навесным кузовов, применённое решение увеличивало жёсткость на скручивание при одновременном снижении веса.
В автомобилях серии W121 присутствовали четыре точки крепления для переднего подрамника, что сделало движение автомобиля более гладким и комфортным.

### Двигатели
Автомобили серии W120 оснащались как бензиновыми, так и дизельными силовыми агрегатами. Изначально модели оснащались четырёхцилиндровым двигателем с боковыми клапанами и рабочим объёмом в 1767 куб.см., который устанавливался продольно в передней части автомобиля. Мощность силового агрегата составляла 52 лошадиные силы. Позже, модельный ряд пополнился дизельным двигателем с рабочим объёмом в 1767 куб.см. и мощностью в 40-43 лошадиные силы. В 1957 году появилась модель с новым бензиновым двигателем, рабочий объём которого был увеличен до 1897 см3, благодаря чему возросла и мощность (до 65-68 лошадиных сил). Дизельная модель также подверглась обновлению и оснащалась новым двигателем с 1961 года, мощность которого составляла 48 лошадиных сил.

### Модельный ряд
| Годы выпуска | Модель        | Двигатель | Коммерческий индекс | Рабочий Объём | Мощность                                   | Крутящий момент | Максимальная скорость | Разгон от 0 до 100 км/ч |
| ------------ | ------------- | --------- | ------------------- | ------------- | ------------------------------------------ | --------------- | --------------------- | ----------------------- |
| 1953–1957    | W120 (180)    | 180       | M136 VII            | 1767 см3      | 52 л. с. при 4000 об/мин                   | 112 Н·м / 1800  | 126 км/ч              | 31 с                    |
| 1954–1959    | W120 (180 D)  | 180 D     | OM636 VII           | 1767 см3      | 40 л. с. при 3200 об/мин (с 1955 43 л. с.) | 101 Н·м         | 110 км/ч              | 39 с                    |
| 1957–1959    | W120 (180 a)  | 180       | M121 IV             | 1897 см3      | 65 л. с. при 4500 об/мин                   | 128 Н·м / 2200  | 135 км/ч              | 21,0 с                  |
| 1959–1961    | W120 (180 b)  | 180       | M121 IV-b           | 1897 см3      | 68 л. с. при 4400 об/мин                   | 130 Н·м / 2500  | 135 км/ч              | 21 с                    |
| 1959–1961    | W120 (180 Db) | 180 D     | OM636 VII           | 1767 см3      | 43 л. с. при 3500 об/мин                   | 101 Н·м / 2000  | 110 км/ч              | 39 с                    |
| 1961–1962    | W120 (180 c)  | 180       | M121 IV-b           | 1897 см3      | 68 л. с. при 4400 об/мин                   | 145 Н·м / 2500  | 135 км/ч              | 20 с                    |
| 1961–1962    | W120 (180 Dc) | 180 D     | OM621 IV            | 1988 см3      | 48 л. с. при 3800 об/мин                   | 108 Н·м / 2000  | 110 км/ч              | 36 с                    |

## Производство

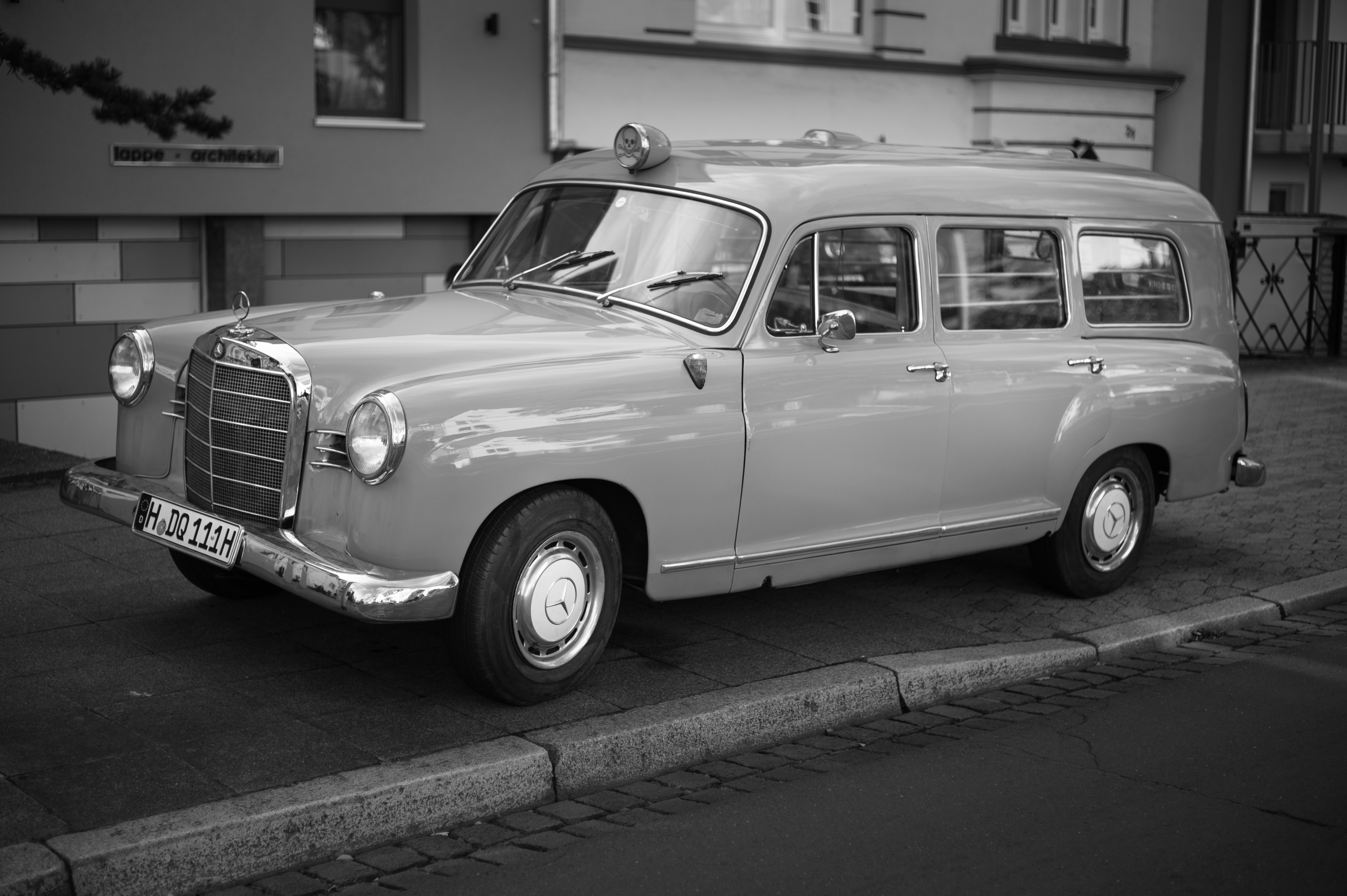
Вариант в кузове универсал от компании Binz

Производство автомобилей серии W120/W121 осуществлялось на заводах компании в Западной Германии.
| Код шасси | Годы выпуска | Модель | Количество выпущенных экземпляров |
| --------- | ------------ | ------ | --------------------------------- |
| W120.010  | 1953–1957    | 180    | 52 186                            |
| W120.010  | 1957–1959    | 180 a  | 27 353                            |
| W120.010  | 1959–1961    | 180 b  | 29 415                            |
| W120.010  | 1961–1962    | 180 c  | 9280                              |
| W120.110  | 1953–1959    | 180 D  | 116 485                           |
| W120.110  | 1959–1961    | 180 Db | 24 676                            |
| W120.110  | 1961–1962    | 180 Dc | 11 822                            |